# Kateřina Thomová
Kateřina Thomová, rozená Albertová (4. února 1861 Žamberk – 5. května 1952 Žamberk) byla význačná představitelka žambereckého ochotnického divadla a zakladatelka žambereckého muzea.

## Život
Kateřina Thomová, rozená Albertová, se narodila v rodině hodináře v Žamberku. Z jejích sourozenců byl nejznámějším Eduard Albert (1841–1900), český chirurg, univerzitní profesor a básník, dále František Albert (1856–1923), lékař a spisovatel a Tereza Svatová (1858–1940), spisovatelka.